# فيهاري
فيهاري (بالأردوية: وہاڑی)‏ هي مستوطنة، في باكستان، تقع في Vehari Tehsil ‏، هي عاصمة Vehari District ‏، بلغ عدد سكانها 128,034 نسمة وذلك حسب إحصائيات سنة 2017، تبلغ مساحتها 12 كيلومتر مربع، رمزها البريدي هو 61100.